# Hodunea, Hluhiv
Hodunea (în ucraineană Ходуня) este un sat în comuna Pustohorod din raionul Hluhiv, regiunea Sumî, Ucraina.

## Demografie
Componența lingvistică a localității Hodunea
     Ucraineană (100%)
Conform recensământului din 2001, toată populația localității Hodunea era vorbitoare de ucraineană (100%).